# Тюрин, Анатолий Иванович
Анато́лий Ива́нович Тю́рин (5 мая 1944 года, Караганда — 19 октября 2019 года) — советский футболист, нападающий.

## Биография
Воспитанник карагандинской школы футбола. С восьми лет пошёл в секцию футбола к тренеру Николаю Хрусталеву. В 17 лет дебютирует в составе карагандинского «Шахтёра». В 1963 году Тюрин признается лучшим молодым игроком 2 группы класса А. В 1964 году, в призывной возраст Тюрина, его в принудительном порядке доставили в новую образовавшую команду «Динамо» Целиноград. В своей новой команде Тюрин становится основным бомбардиром. За четыре года проведенных в команде трижды становился лучшим бомбардиром с 63 забитыми голам. В 1966 году становится лучшим игроком зоны Средней Азии и Казахстана. В 1968 году возвращается в родной «Шахтёр», где отыграл два сезона. В 1970 году Тюрин играет за темиртауский «Строитель».